# Butjadingen (Landschaft)

Lagekarte der Landschaft Butjadingen an der Nordsee

Butjadingen ist eine Landschaft im Norden einer Halbinsel im nordwestlichen Niedersachsen, auf der Butjadingen und das Stadland liegen. Sie ist auf einer Länge von ca. 22 km auf drei Seiten von Gewässern umgeben. Das Wort „Butjadingen“ wurde in einer Urkunde erstmals im Jahr 1420 benutzt. Kurz zuvor war dieser nördliche Teil der Halbinsel zwischen Jade und Weser durch die Heete zeitweilig zur Insel geworden. Heute weist die Landschaft über 32.000 Einwohner auf.

## Lage

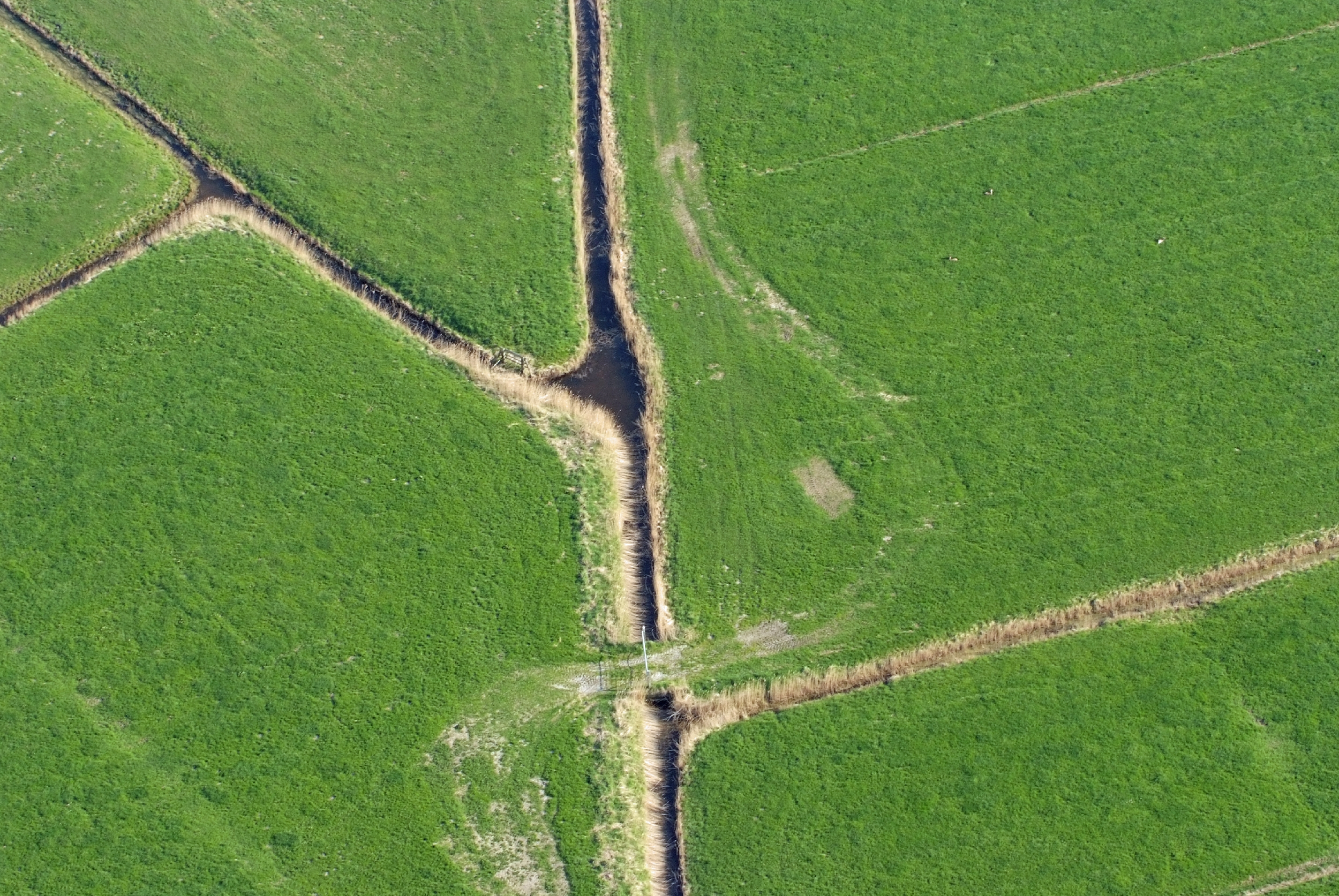
Marschland in Butjadingen

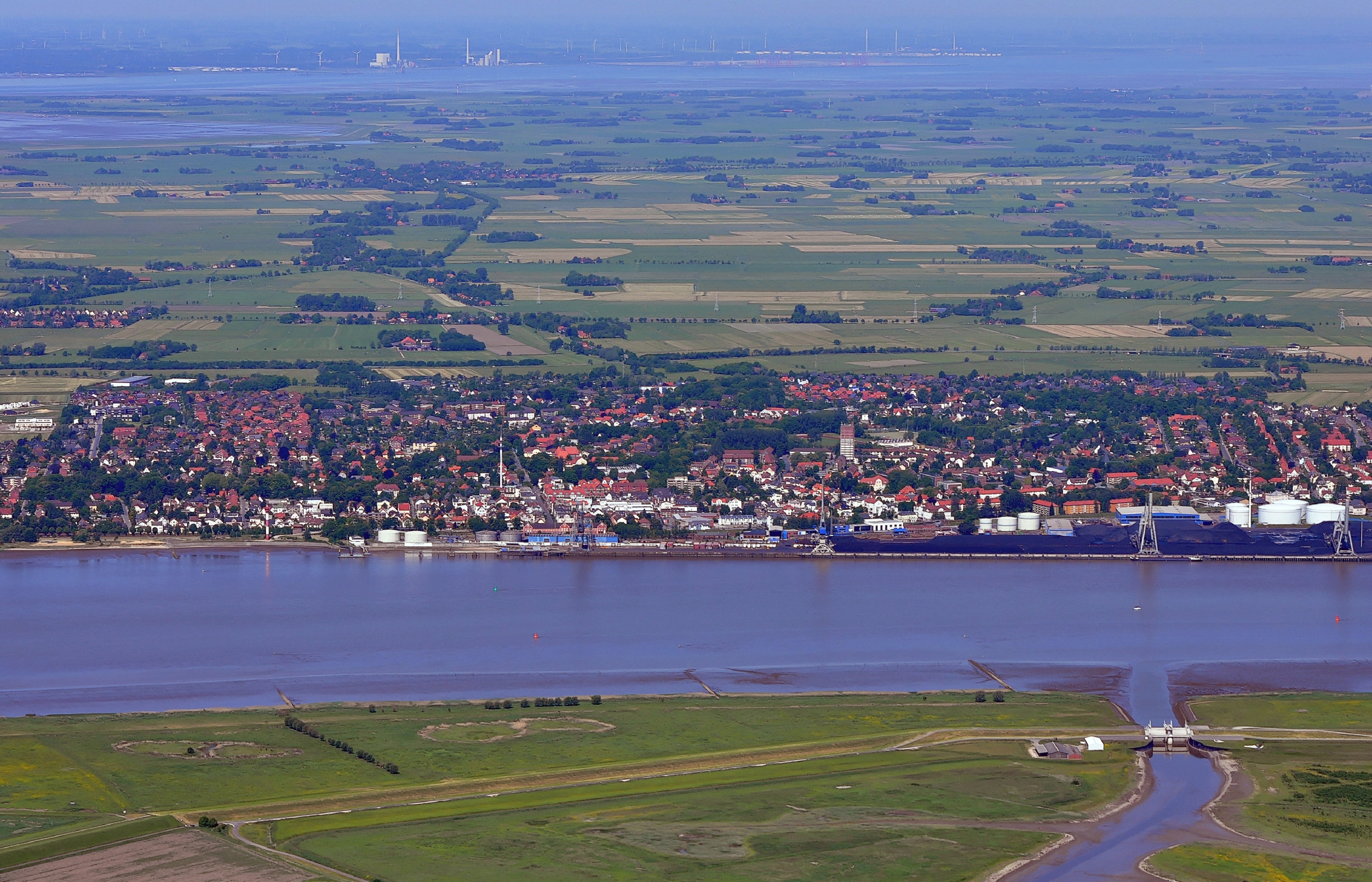
Butjadingen: vorne Nordenham an der Unterweser, dahinter links die Nordostecke des Jadebusens; ganz hinten die Innenjade

Die Landschaft Butjadingen liegt an der deutschen Nordseeküste und grenzt im Südwesten an den Jadebusen, im Westen und Nordwesten an die Innenjade sowie im Osten und im Nordosten an die Weser und deren Mündung. Als Südgrenze Butjadingens galt zunächst die Ahne, seit 1334 die als breiterer neuer Durchbruch hinzugekommene Heete. Als Grenze zum südlich benachbarten Stadland ist also etwa die Linie zwischen Stollhamm an der Nordostecke des Jadebusens und Nordenham-Atens anzunehmen.
Butjadingen besteht aus Marschland und ist recht dünn besiedelt. Der Halbinsel vorgelagert erstreckt sich das Watt des Hohen Wegs zwischen den Mündungen von Jade und Weser etwa 23 km nach Nordwesten bis über die Insel Mellum hinaus. Es ist Teil des Nationalparks Niedersächsisches Wattenmeer. In Fedderwardersiel unterhält der Nationalpark ein Informationszentrum.
Die heutige Gemeinde Butjadingen nimmt den westlichen Teil, die Stadt Nordenham den östlichen Teil der Halbinsel ein. Das Gebiet beider Kommunen zusammen entspricht in etwa der ehemaligen Insel Butjadingen.

## Geschichte

### Teil des Gaus Rüstringen, Abtrennung vom Festland (14. Jahrhundert)

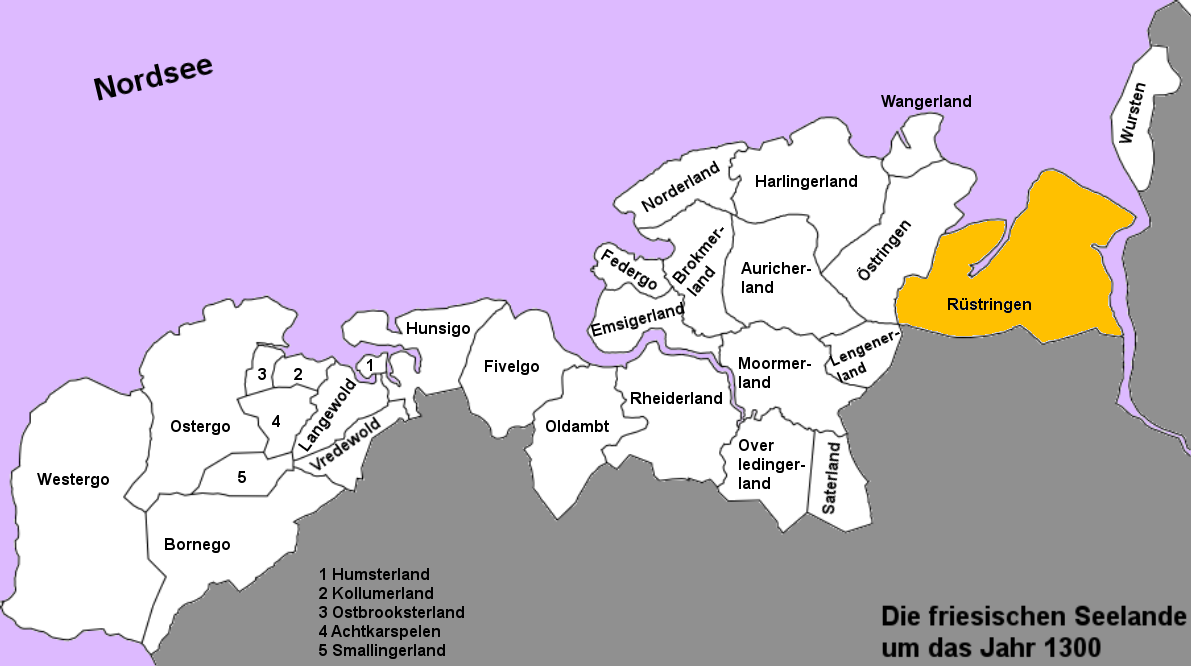
Gau Rüstringen in den Friesischen Seelanden

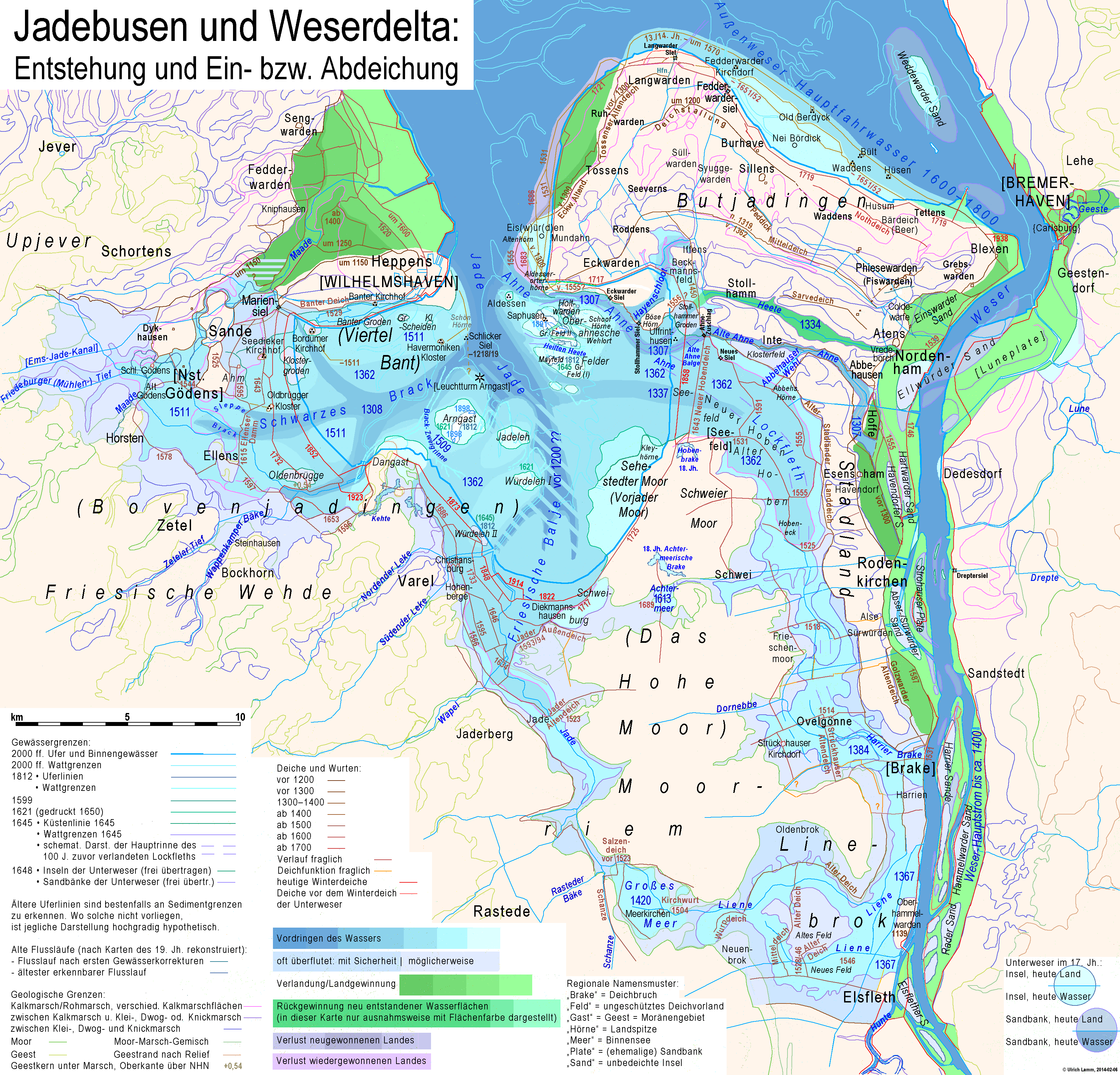
Entwicklung von Jadebusen und Weserdelta; Verlandung seit 1300 entstandener Wasserflächen ab 1500 nur indirekt über die Abdeichung dargestellt.
→ Kartengrößen zum Lesen: • 33 % bzw. 216 dpi, • 50 % bzw. 144 dpi

Im Mittelalter war Butjadingen der Nordosten des Gaus Rüstringen. In dieser Landgemeinde bildete das Asegabuch die Rechtsgrundlage, sie war Teil der Friesischen Seelande. Der Begriff Butjadingen („Außen-Jade“) entstand im 14. Jahrhundert, als große Sturmfluten neue Gewässerarme geschaffen und so dieses Gebiet vom Festland abgetrennt hatten. Im weiteren Verlauf des Jahrhunderts trat Butjadingen selbst als Landgemeinde auf, als Konfliktgegner und Vertragspartner der Reichsstadt Bremen. Die Anrainer der Unterweser erpressten von den Schiffen der Hansestadt Schutzgelder, und diese suchte die neuen Inseln Butjadingen und Stadland unter ihre Kontrolle zu bringen.
Stadland war das Rüstringer Gebiet am linken Weserufer südlich der Heete. Die Grenze zwischen Stadland und Bovenjadingen („Ober-Jade“) war zunächst das zu der Zeit noch kaum besiedelte Schweier Moor, später das Lockfleth.

### Herrschaft Bremens (bis 1424)
In verlustreichen Schlachten („Lewer dod as sklav“) kämpften die Butjadinger um ihre Unabhängigkeit, sowohl gegen Eroberungsversuche von außen, als auch gegen Herrschaftsansprüche friesischer Geschlechter. Mehrfach versuchten Sibet von Rüstringen und Christian von Oldenburg Butjadingen zu erobern. 1419 wandten sich die Kirchspielsgemeinden daher an Bremen und unterstellten sich am 1. Juni 1419 dessen Schutz und Gerichtsbarkeit. Auch verpflichteten sich die Gemeinden zu einer jährlichen Bede. Wenige Tage später rückten etwa tausend Bremer aus Stadland und Würden in Butjadingen ein und eroberten bis zum 12. Juli des Jahres die (befestigten) Kirchen in Blexen, Langwarden, Waddens, Eiswürde und Burhave. Die Kontrolle Bremens konnten die vereinigten Butjadinger und Stadlander 1424  wieder abschütteln, obwohl sie noch am 5. Juni 1420 königliche Bestätigung erfahren hatte. Dazu verbündeten sich Sibet von Rüstringen, der Bremen die Fehde angesagt hatte, und Ocko II. tom Brok am 23. Oktober miteinander.

### Sturmfluten, Herrschaft Oldenburgs (ab 1514/32), Halbinsel
Nachdem der Jadebusen durch drei kurz aufeinander folgende Sturmfluten, die Zweite Cosmas- und Damianflut am 26. September 1509, eine unbenannte Sturmflut am 9. September 1510 sowie die Antoniflut am 16./17. Januar 1511, seine größte Ausdehnung erreichte, waren die Rüstringer Friesen aber so geschwächt, dass die Grafen von Oldenburg 1514 das Stadland und 1532 Butjadingen unterwarfen.

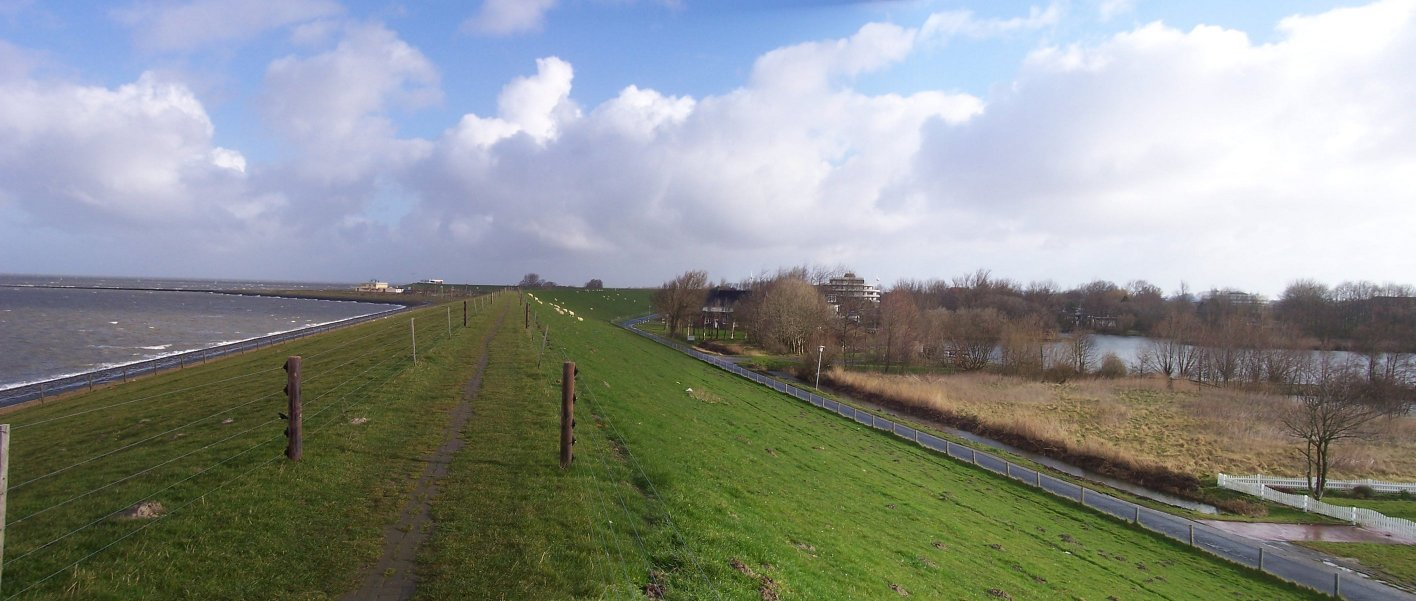
Deich bei Tossens

Immerhin hatten die Oldenburger die Mittel, neue und stärkere Deiche zu bauen, so dass seither die Landgewinne größer waren als die Landverluste. Innerhalb von weniger als fünf Jahren bildeten Stadland und Butjadingen wieder eine Halbinsel des Festlandes. Allein an der Nordküste Butjadingens ging noch Land und mit ihm mehrere Dörfer verloren, Alt-Fedderwarden, Alt-Bordyck, Alt-Waddens, Bült und Hüsen. Ursache war die Hauptrinne der Außenweser, die von etwa 1600 bis etwa 1800 nicht wie vorher (und heute wieder) nordwärts vor der Küste des Landes Wursten verlief, sondern nordwestwärts entlang der Küste Butjadingens. Bei der letzten verheerenden Sturmflut Weihnachten 1717 wurden fast alle Marschen an der deutschen Nordseeküste überschwemmt, in vielen Kirchspielen ertrank ein Drittel der Bevölkerung, und an den Folgen der materiellen Verluste litt die Region an die hundert Jahre. Aber die Landverluste waren viel geringer als bei den Katastrophen des 15. und 16. Jahrhunderts. An der West- und Nordküste Butjadingens mussten jedoch viele Deiche noch einmal um etwa einen halben Kilometer zurückverlegt werden, und das Dorf Neu-Bordick ging verloren.
Nach dieser Flut wurden unter der Leitung des oldenburgischen Oberlanddrosten Christian Thomesen Sehested die Deichlinien an der Ostküste des Jadebusens und dem Westufer der Weser sturmflutfest gemacht.

### Amt Butjadingen innerhalb des Großherzogtums Oldenburg (ab 1879)

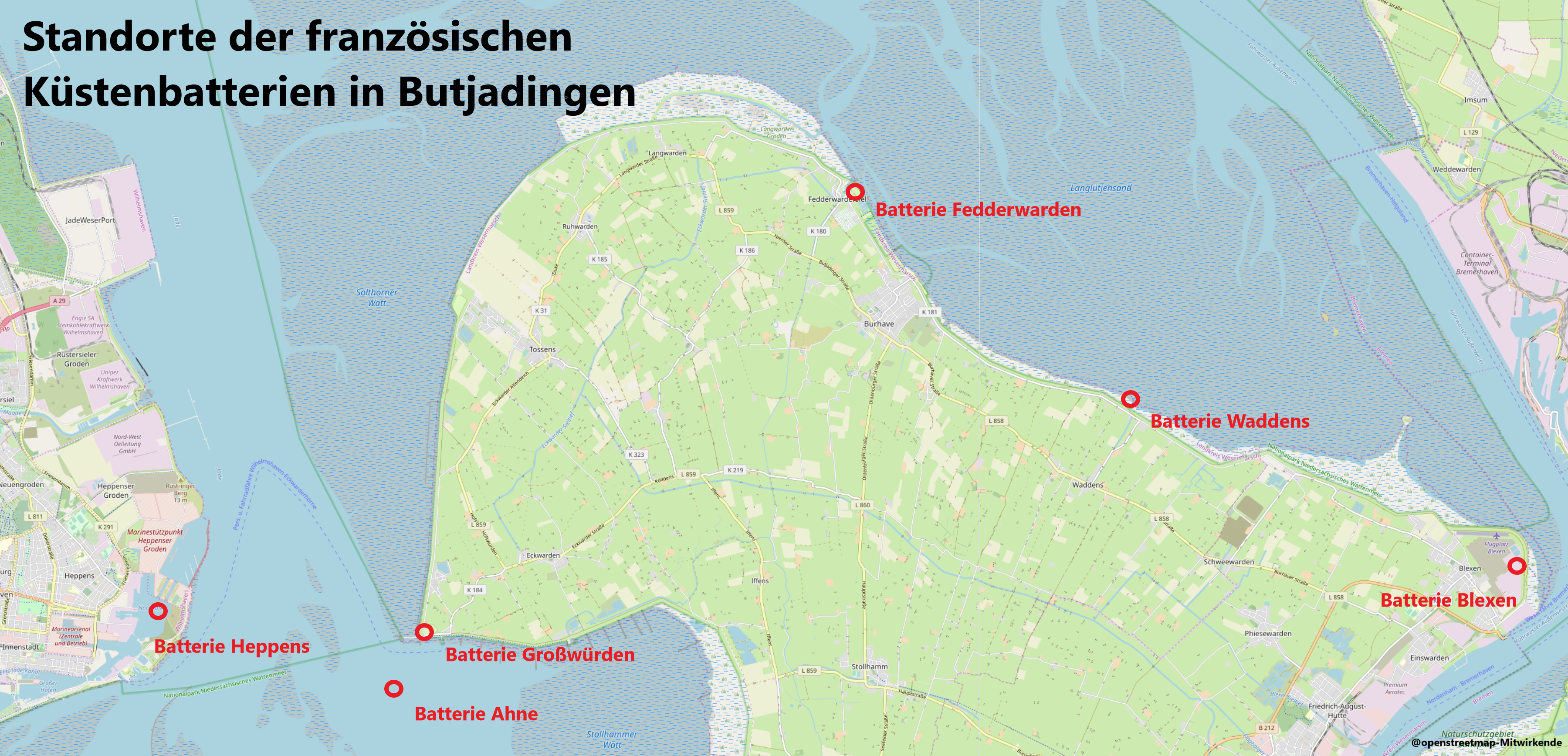
Küstenbatterien während der französischen Herrschaft von 1806 bis 1814

Mit seiner Gebietsreform von 1879 richtete das Großherzogtum Oldenburg das Amt Butjadingen ein, das bestand, bis 1933 die Verwaltungsstruktur des Landes der preußischen angeglichen wurde. Im Jahr 1900 bestand das Amt Butjadingen aus den Gemeinden Abbehausen, Atens (1908 umbenannt in Nordenham), Blexen, Burhave, Eckwarden, Esenshamm, Langwarden, Seefeld, Stollhamm, Tossens und Waddens.